# Kanton Rosans
Rosans is een voormalig kanton van het Franse departement Hautes-Alpes. Het kanton maakte deel uit van het arrondissement Gap tot het op 22 maart 2015 werd opgeheven en de gemeenten werden opgenomen in het kanton Serres.

## Gemeenten
Het kanton Rosans omvatte de volgende gemeenten:
- Bruis
- Chanousse
- Montjay
- Moydans
- Ribeyret
- Rosans (hoofdplaats)
- Saint-André-de-Rosans
- Sainte-Marie
- Sorbiers